# Hexatoma (Eriocera) pleskei
Hexatoma (Eriocera) pleskei is een tweevleugelige uit de familie steltmuggen (Limoniidae). De soort komt voor in het Palearctisch gebied.